# كمال المدوري
كمال المدوري، ولد يوم 25 يناير 1974 في تبرسق، تونس. هو سياسي تونسي إشتغل منصب رئيس حكومة تونس من 7 أغسطس 2024 خلفا لأحمد الحشاني حتى 20 مارس 2025 عندما انهى مهامه الرئيس قيس سعيد وعين مكانه سارة الزعفراني

## التكوين العلمي
تحصل المدوري على شهادة الدكتوراه مرحلة ثالثة في قانون المجموعة الأوروبية والعلاقات المغاربية الأوروبية وعلى شهادة الأستاذية في العلوم القانونية والسياسية والاجتماعية بتونس 2 كما أنه حائز على شهادة ختم الدراسات بالمرحلة العليا بالمدرسة الوطنية للإدارة.
هذا وتخرج من معهد الدفاع الوطني سنة 2015 وهو مفاوض دولي

## الخطط الوظيفية
تولى كمال المدوري خطة رئيس مدير عام للصندوق الوطني للتأمين على المرض وقبل ذلك خطة رئيس مدير عام للصندوق الوطني للتقاعد والحيطة الاجتماعية كما شغل منصب نائب رئيس اللجنة الفرعية للحماية الاجتماعية علاوة على عضويته في الهيئة العامة للتأمين ومجالس إدارات الصناديق الاجتماعية الثلاثة
عُين وزيرا للشؤون الاجتماعية في إطار تحوير جزئي على الحكومة قام به الرئيس قيس سعيد في 25 مايو 2024 قبل أن يتم تعيينه رئيسا للحكومة بتاريخ 07 أغسطس 2024 خلفا لأحمد الحشاني الذي وقعت إقالته بنفس التاريخ بقرار من الرئيس.
أنهى الرئيس التونسي قيس سعيّد مهام رئيس الوزراء كمال المدوري وعيّن  سارة الزعفراني الزنزري التي كانت تشغل منصب وزيرة التجهيز والإسكان خلفا له.